# Eenigenburg
Eenigenburg is een dorp in de gemeente Schagen, in de provincie Noord-Holland. Het dorp had in 2005 ongeveer 187 inwoners.

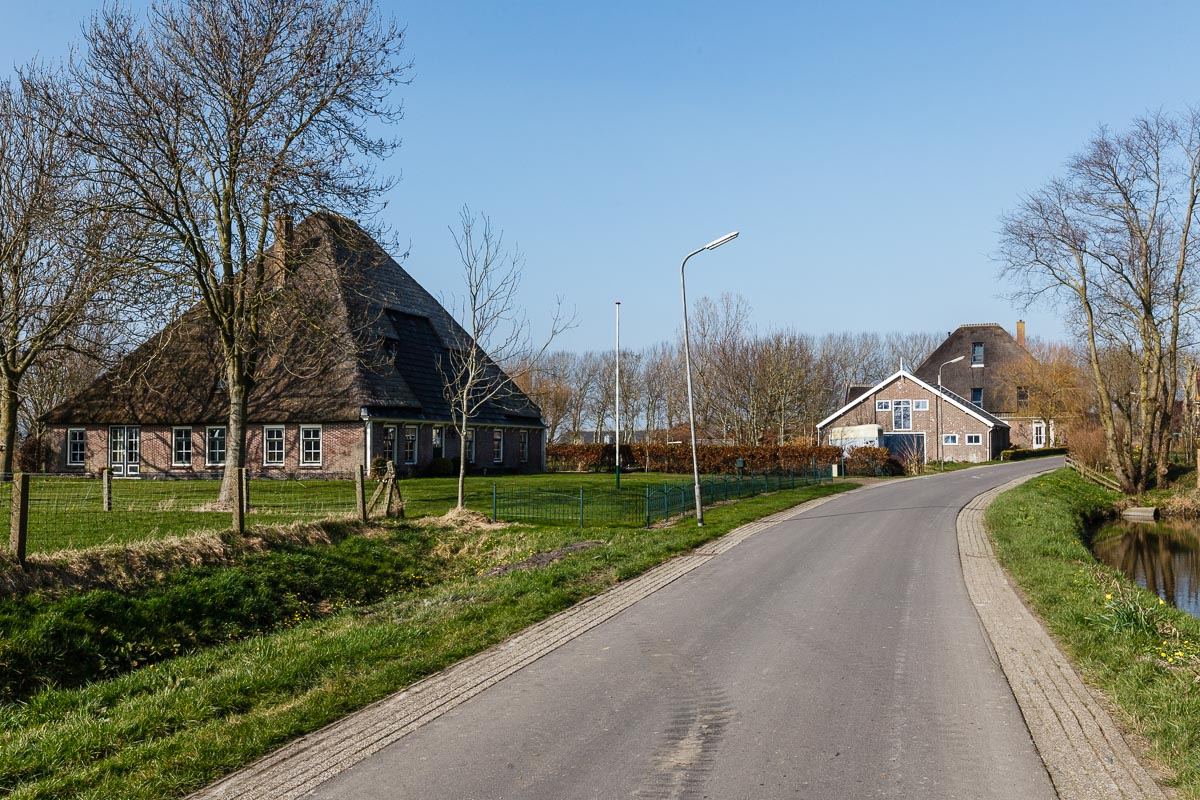
Surmerhuizerweg Eenigenburg, gemeente Schagen

## Geschiedenis
In 1289 werd het dorp vermeld als Eini(g)hborch, in 1323 als Enigheburch, in 1478 als Enichburch en in 1600 als Eenighenburch. De naam is echter veel ouder. In het Oudfries is het Eeninge, van Ee = water en Nige = vlakbij. Vlak bij de pas in 1597 ingepolderde Zijpe dus.
Floris V van Holland (1254-1296) liet na zijn overwinning op de West-Friezen vanaf 1282 als dwangburcht het kasteel Huis te Nuwendoren bouwen, dat vanaf 1367 uit de archieven is verdwenen. De overwinning van 1282 op de West-Friezen wordt hier elk jaar in de zomer gevierd tijdens een middeleeuws festival. Op een stuk land onder Eenigenburg met de veldnaam "Nieuwe Deuren", wat een verbastering was van "Nyewendoren", werden in 1948 de resten van het kasteel herontdekt. Van het kasteel zijn nadien de funderingen en de grachten hersteld. Een revitalisering, met enig heropgebouwd muurwerk en een hoofdtoren in staal als uitkijktoren, is in 2011 afgerond.
Mogelijk stond op de terp Wierde het kasteel Eenigenburch. In 1957/1958 zijn hier fundamenten aangetroffen.
De huidige kerk stamt uit 1792 en is gebouwd op een terp die waarschijnlijk in de 14e eeuw is aangelegd en die mogelijk een restant is van een deels afgegraven, grotere terp. In de kerk bevindt zich een klok uit 1505, een preekstoel uit 1698 en een uniek orgel gebouwd door Schölgens uit 1876. Rond 1400 heeft de voorganger St. Salvador in een eerdere kerk gestaan. De kerk is in 1992 gerestaureerd; het orgel in 1994.

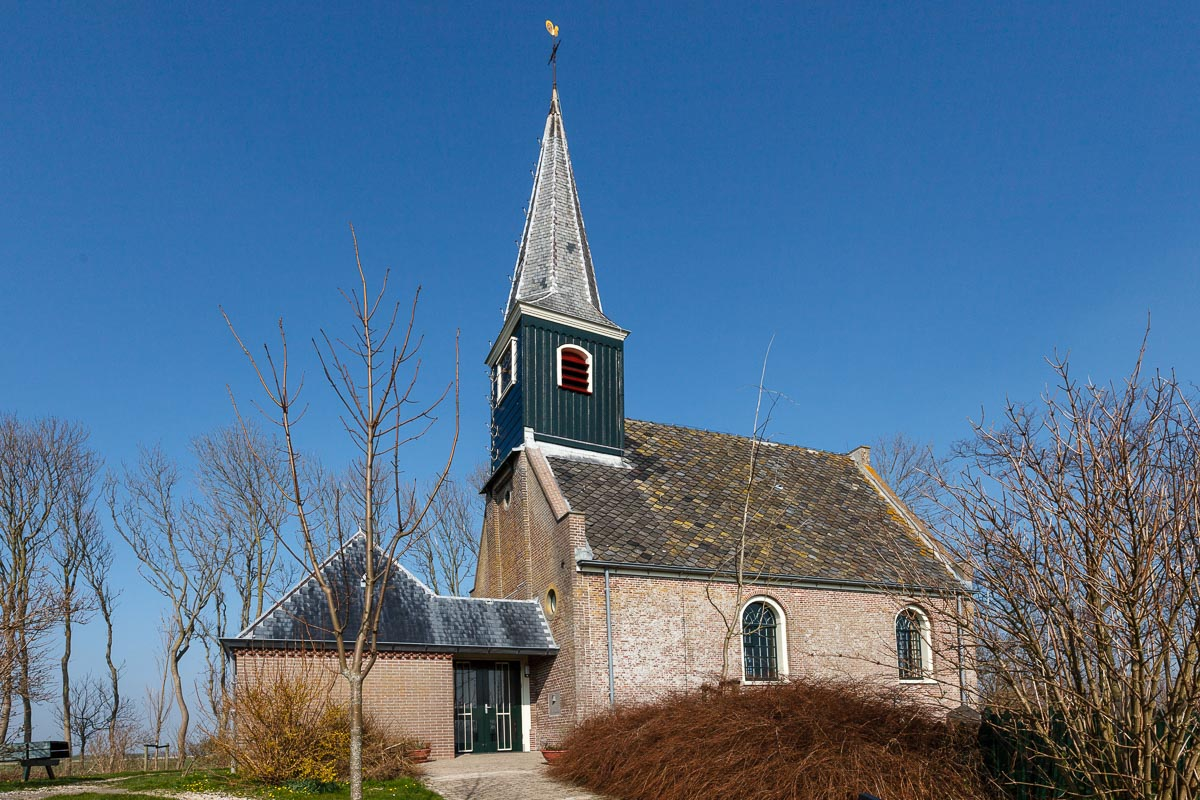
Kerk van Eenigenburg, gemeente Schagen

Tot eind 19e eeuw omvatte Eenigenburg ook de buurtschap Surmerhuizen, dat altijd tot het dorp Eenigenburg werd gerekend, maar dat een eigen buurtje vormde binnen het gebied dat Eenigenburg werd genoemd. Uiteindelijk verdween Surmerhuizen als afzonderlijk buurtje en nu herinneren alleen de straatnaam Surmerhuizerweg en het plaatselijke Museum Surmerhuizen aan de Kerkweg nog aan de vroegere buurtschap.

## Bezienswaardigheden
- De ruïne van kasteel Nuwendoren.
- Het museum Surmerhuizen.
- Buste van Albert van Dalsum bij het Museum Historisch Harenkarspel dichtbij zijn graf.

## Overleden
- Albert van Dalsum (1889-1971), acteur en toneelleider